# Nell Catchpole
Nell Catchpole (nebo také Duchess Nell Catchpole) je britská houslistka a violistka. Studovala na Guildhall School of Music and Drama. Je dlouholetou spolupracovnicí hudebníka a hudebního producenta Briana Ena; hrála jak na jeho albech, tak i na albech, která produkoval (například alba skupiny U2 nebo Johna Calea). Během své kariéry spolupracovala s mnoha dalšími hudebníky, mezi které patří Rachid Taha, The Stranglers nebo Michael Brook. Byla rovněž členkou rockové skupiny The Lea Shores. V roce 2009 získala cenu Philipa Leverhulmea.

## Diskografie (výběr)
- Words for the Dying (John Cale, 1989)
- Wrong Way Up (Brian Eno a John Cale, 1990)
- Achtung Baby (U2, 1991)
- Nerve Net (Brian Eno, 1992)
- Cobalt Blue (Michael Brook, 1992)
- The Familiar (Roger Eno, 1994)
- This Is My Truth Tell Me Yours (Manic Street Preachers, 1998)
- Getaway (Reef, 2000)
- The Long Walk (Roger Eno, 2000)
- Ayeshteni (Natacha Atlas, 2001)
- Long Walk Home: Music from the Rabbit-Proof Fence (Peter Gabriel, 2002)
- Something Dangerous (Natacha Atlas, 2003)
- Another Day on Earth (Brian Eno, 2005)
- Tékitoi (Who Are You?) (Rachid Taha, 2005)
- Alphabeat (Alphabeat, 2007)
- Our Earthly Pleasures (Maxïmo Park, 2007)
- Wild Young Hearts (Noisettes, 2009)
- Pandemonium Ensues (Glenn Tilbrook, 2009)
- Sigh No More (Mumford & Sons, 2009)
- Drums Between the Bells (Brian Eno, 2011)
- LUX (Brian Eno, 2012)
- Babel (Mumford & Sons, 2012)